# (66856) 1999 VW22
1999 في دابليو 22 (ويعرف أيضًا باسم (66856) 1999 في دابليو 22 وفق تسمية الكوكب الصغير) (بالإنجليزية: 1999 VW22)‏ هو كويكب ضمن حزام الكويكبات؛ وترتيبه 66856 من حيث الاكتشاف.
اكتُشف هذا الجُرم الفلكي بواسطة إيان بي غريفين في 13 نوفمبر 1999.

## وصلات خارجية
- (66856) 1999 VW22 في قاعدة بيانات مختبر الدفع النفاث لأجرام النظام الشمسي الصغيرة

- الاكتشاف · مخطط المدار ·  العناصر المدارية · المعلمات المادية

- (66856) 1999 VW22 على موقع ويكي سكاي: DSS2, SDSS, GALEX, IRAS, Hydrogen α, X-Ray, Astrophoto, Sky Map, Articles and images